# دنیس سوزا
دنیس سوزا (به پرتغالی: Dênis de Souza Guedes) مدافع اهل برزیل است که در شهر سائوپائولو و در تاریخ ۹ ژانویهٔ ۱۹۸۰ به دنیا آمده‌است.
دنیس سوزا در تیم‌های فوتبال Matsubara سابقهٔ حضور دارد.